# Серонье
Серонье — река в России, протекает по Советскому району Ханты-Мансийского АО. Устье реки находится в 7 км по правому берегу реки Тультья. Длина реки составляет 16 км.

## Данные водного реестра
По данным государственного водного реестра России относится к Иртышскому бассейновому округу, водохозяйственный участок реки — Конда, речной подбассейн реки — Конда. Речной бассейн реки — Иртыш.
Код объекта в государственном водном реестре — 14010600112115300016375.